# Nazaire Lefebvre-Denoncourt
Pour les articles homonymes, voir Lefebvre.
Nazaire Lefebvre-Denoncourt, né le 4 mai 1834 à Pointe-du-Lac et mort le 13 octobre 1906 à Trois-Rivières, est un avocat de Trois-Rivières (Québec, Canada) du XIXe siècle.
Il fut bâtonnier de la province de Québec de 1879 à 1880.  Durant sa brève carrière politique, il fut maire de Trois-Rivières de 1902 à 1904.